# Batalion Portowy WOP Gdańsk
Batalion Portowy WOP Gdańsk – specjalistyczny pododdział Wojsk Ochrony Pogranicza.

## Formowanie i zmiany organizacyjne
W lipcu 1949 roku, w składzie 4 Brygady Ochrony Pogranicza, na bazie MGPK 22 sformowano samodzielny batalion kontroli granicznej w Gdańsku o etacie 94/3.
W 1950 roku został przeformowany w batalion portowy WOP Gdańsk o etacie 094/8. Nadano mu jednocześnie numer JW 3057. W następnych latach ulegał kolejnym zmianom organizacyjnym .
Latem 1956 roku w batalionie zlikwidowano sekcję tyłów. Sprawy gospodarcze podporządkowano bezpośrednio brygadzie .

## Struktura organizacyjna
samodzielny batalion kontroli granicznej:
- 263 strażnica WOP
- 264 strażnica WOP

batalion portowy (1951)
- 263 strażnica WOP
- 264 strażnica WOP

batalion portowy (1954):
- Strażnice portowe nr 8-11 (ogólnoportowe)

## Dowódcy batalionu
- kpt. Zygmunt Dziubiński (1954-?)